# Spilosoma tienmushanica
Spilosoma tienmushanica là một loài bướm đêm thuộc phân họ Arctiinae, họ Erebidae.